# Hrabstwo San Juan (Nowy Meksyk)
Hrabstwo San Juan (ang. San Juan County) – hrabstwo w stanie Nowy Meksyk w Stanach Zjednoczonych. Nazwa hrabstwa pochodzi od przepływającej przez nie rzeki San Juan.

## Miasta
- Aztec
- Bloomfield
- Farmington

## CDP
- Beclabito
- Blanco
- Cedar Hill
- Crystal
- Flora Vista
- Huerfano
- Kirtland
- La Plata
- Lake Valley
- Lee Acres
- Nageezi
- Napi Headquarters
- Naschitti
- Navajo Dam
- Nenahnezad
- Newcomb
- North Light Plant
- Ojo Amarillo
- Sanostee
- Sheep Springs
- Shiprock
- Spencerville
- Upper Fruitland
- Waterflow
- West Hammond
- Young Place